# Mecastrus intermedius
Mecastrus intermedius is een keversoort uit de familie kniptorren (Elateridae). De wetenschappelijke naam van de soort is voor het eerst geldig gepubliceerd in 1893 door Broun.